# Через честь
«Через честь» — радянський художній фільм 1956 року, знятий на Єреванській кіностудії. Екранізація однойменної п'єси Олександра Ширванзаде.

## Сюжет
Нафтопромисловець-мільйонер Андреас Елізбаров намагається обманом заволодіти станом свого померлого компаньйона, син якого Арташес любить його дочку Маргариту. Не витримавши ганьби, Маргарита кінчає життя самогубством.

## У ролях
- Грачья Нерсесян — Андреас Елізбаров (дублював Володимир Кенігсон)
- Авет Аветісян — Сагател (дублював Сергій Цейц)
- Вардуї Вардересян — Маргарита Елізбарова
- Артем Карапетян — Сурен Елізбаров (дублював Всеволод Ларіонов)
- Карп Хачванкян — Сурен
- Хачик Назаретян — Арташес Отарян
- Гурген Габриєлян — Арістакес Карінян
- Марина Тбілелі-Карапетян — Розалія
- Амалія Аразян — Єранхі
- Варвара Шахсуварян — Віргінія
- Галина Супрунова — Орлі
- Фрунзе Мкртчян — Вардан
- Аділь Селімханов — епізод
- Фатех Фатуллаєв — епізод
- Мухліс Джані-Заде — епізод
- Едвард Єсаян — епізод
- Л. Жариков — епізод
- А. Бравич — епізод

## Знімальна група
- Режисер — Арташес Ай-Артян
- Сценарист — Левон Карагезян
- Оператор — Сергій Геворкян
- Композитор — Едгар Оганесян
- Художники — Сергій Арутчьян, Валентин Подпомогов